# 鮑靈格林鎮區 (密蘇里州佩蒂斯縣)
鮑靈格林鎮區（英語：Bowling Green Township）是位於美國密蘇里州佩蒂斯縣的一個行政鎮區。

## 地方資料
鮑靈格林鎮區的面積為96.66平方千米，當中陸地面積為96.38平方千米，而水域面積為0.27平方千米。根據2020年美國人口普查的數據，當地共有人口955人，而人口密度為每平方千米9.88人。